# Công ty Cổ phần Nhiệt điện Phả Lại

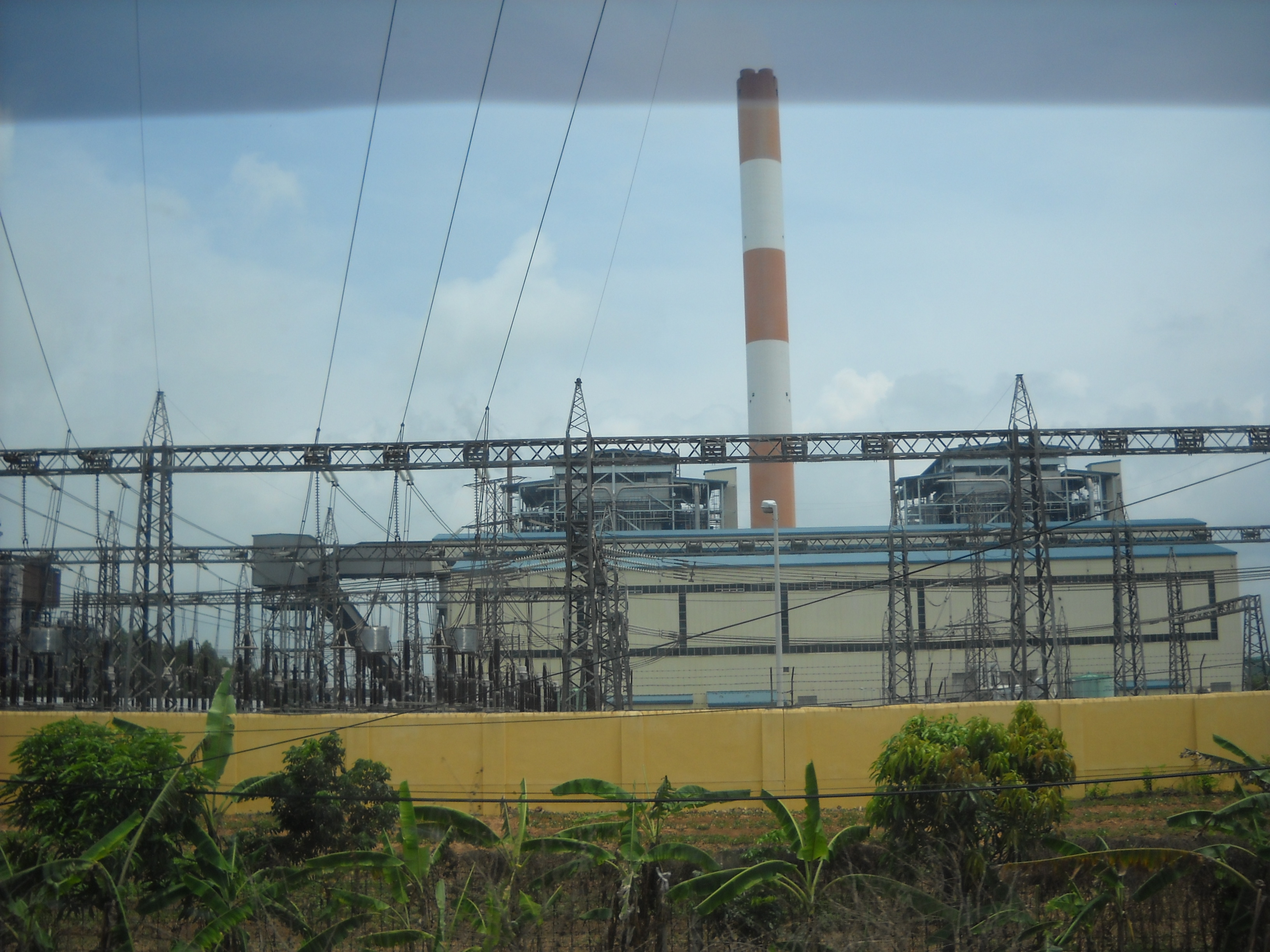
Nhà máy nhiệt điện Phả Lại

Công ty Cổ phần Nhiệt điện Phả Lại có tiền thân là Nhà máy nhiệt điện Phả Lại, là một công ty chuyên sản xuất điện năng từ than. Công ty thuộc địa phận thành phố Chí Linh, tỉnh Hải Dương, cách thủ đô Hà Nội 56Km về phía đông bắc, sát góc phía bắc đường 18 và tả ngạn sông Thái Bình. Công ty được khởi công xây dựng ngày 17/5/1980 với công suất 440MW, gồm 4 tổ tua bin máy phát và 8 lò hơi theo khối hai lò - một máy, mỗi máy 110MW. Công ty Nhiệt điện Phả Lại có nhà máy điện lớn nhất trong hệ thống điện miền Bắc lúc bấy giờ, có các chỉ tiêu kinh tế kỹ thuật cao. các tổ máy của nhiệt điện Phả Lại lần lượt vào vận hành đã đáp ứng kịp thời tốc độ tăng trưởng phụ tải mạnh trong thập kỷ 80. Từ năm 1989 đến 1993, sản lượng điện của nhà máy giảm dần do các tổ máy của nhà máy thủy điện Hoà Bình lần lượt hoà vào lưới điện miền Bắc. Từ năm 1994, khi có đường dây 500kV Bắc Nam, thống nhất hệ thống điện trong cả nước, nhà máy nhiệt điện Phả Lại được tăng cường khai thác.
Ngày 8/6/1998 Nhà máy Nhiệt điện Phả Lại 2 được khởi công xây dựng trên mặt bằng còn lại của Nhà máy Nhiệt điện Phả Lại. Nhà máy Nhiệt điện Phả Lại 2 có tổng công suất 600 MW gồm 2 tổ máy mỗi tổ có công suất 300 MW, sản lượng điện hàng năm 3,68 tỷ kWh; lượng than tiêu thụ 1,6 triệu tấn/năm; tổ máy 1 vận hành vào đầu năm 2001 và hoàn thành công trình vào quý 3 năm 2001. Phả Lại 2 là nhà máy nhiệt điện lớn nhất Việt Nam với thiết bị hiện đại được thiết kế và xây dựng đáp ứng tiêu chuẩn quốc tế về bảo vệ môi trường. Khi hoàn thành, Nhà máy Nhiệt điện Phả Lại 2 cùng với Nhà máy Nhiệt điện Phả Lại sẽ tăng cường đáng kể công suất của hệ thống điện Việt Nam đáp ứng nhu cầu điện năng ngày càng tăng, đẩy mạnh chương trình điện khí hoá toàn quốc.

## Quyết định thành lập
- Nhà máy nhiệt điện Phả Lại được thành lập theo QĐ số 22 ĐL/TCCB của Bộ Điện lực vào ngày 26/04/1982 là doanh nghiệp hạch toán phụ thuộc công ty điện lực 1.
- Ngày 30/03/2005 Bộ Công nghiệp có quyết định số 14/2005QĐ-BCN/TCCB chuyển nhà máy nhiệt điện Phả Lại thành công ty Cổ phần nhiệt điện Phả Lại hạch toán độc lập thuộc tổng công ty điện lực Việt Nam.

## Các hoạt động chủ yếu
- Hoạt động sản xuất, kinh doanh điện.
- Quản lý, vận hành, công trình kiến trúc của nhà máy điện.
- Lập dự án đầu tư xây dựng, quản lý dự án đầu tư xây dựng, tư vấn giám sát thi công xây lắp các công trình điện.
- Mua bán xuất nhập khẩu vật tư thiết bị.
- Sản xuất kinh doanh vật liệu xây dựng.
- Đầu tư các công trình nguồn và lưới điện.
- Bồi dưỡng cán bộ công nhân viên về quản lý thiết bị vận hành, bảo dưỡng và sửa chữa thiết bị nhà máy điện.

## Thông tin khác liên quan
- Tên giao dịch công ty tại Sở Giao dịch chứng khoán TP Hồ Chí Minh là PPC (Pha Lai Power Plant)
- Ông Hoàng Trung Hải - Phó thủ tướng Việt Nam (2007) từng làm việc tại Công ty Cổ phần Nhiệt điện Phả Lại.